# Dufek Massif
Dufek Massif är en bergskedja i Antarktis. Den ligger i Västantarktis. Argentina och Storbritannien gör anspråk på området.